# Conversion profonde
 (janvier 2025).
Si vous disposez d'ouvrages ou d'articles de référence ou si vous connaissez des sites web de qualité traitant du thème abordé ici, merci de compléter l'article en donnant les références utiles à sa vérifiabilité et en les liant à la section « Notes et références ».
La conversion profonde désigne un ensemble de procédés complexes de raffinage utilisés par les raffineurs afin de maximiser la production des produits légers, en particulier des carburants et du Jet A-1. Ces opérations leur permettent de tirer plus de profits du raffinage d'une même quantité de brut.
Quand la situation le permet, le raffineur essaie donc par ce moyen de convertir toutes les fractions lourdes en produits légers, en utilisant tous les procédés à sa disposition tels que le craquage catalytique, la viscoréduction (visbreaking), la cokéfaction (coking). Cette énumération n'est pas exhaustive.
On dit alors que la « conversion est profonde », car il ne reste plus à la fin qu'une quantité minimale de produits très lourds, tels que les fiouls très lourds et le coke.